# Улица Кропивницкого (Чернигов)
Улица Кропивницкого (укр. Вулиця Кропивницького) — улица в Новозаводском районе города Чернигова, исторически сложившаяся местность (район) Лесковица. Пролегает от пересечения Ильинской улицы и 2-го переулка Толстого до садово-дачных участков.
Примыкает улица Старопосадская.

## История
2-я Железнодорожная улица возникла в первые годы после Великой Отечественной войны. Изначально жители селились на склоне Малиевого рва, затем улица была проложена далее на юг.
В 1960 году улица получила современное название — в честь украинского театрального деятеля Марка Лукича Кропивницкого.

## Застройка
Пролегает в юго-западном направлении по склону Малеевого Рва — параллельного улице Толстого, затем делает поворот в более южном направлении восточнее ж/д линии Чернигов—Нежин — параллельно улице Высокой, улица тянется до садово-дачных участков. Улица расположена в пойме реки Десна. Парная и непарная стороны улицы заняты усадебной застройкой. Из-за подтапливания весной при разливах Десны улица частично не застроена, например в начале и конце улицы застроена только непарная сторона, а нумерация парной стороны начинается поблизости к Старопосадской улице.  
Учреждения: нет
Памятники истории местного значения:
1. напротив дома № 16 — Братская могила мирных жителей, расстрелянных фашистами в 1942 году (1942, 1973), без охранной зоны